# Mine d'émeraude de Coscuez
La mine d'émeraude de Coscuez est une mine d'émeraude située dans le département de Boyacá, en Colombie.

## Situation
La mine de Coscuez est situé sur la municipalité de Muzo, dans le sud du département de Boyacá, à 10 km au nord de la mine d'émeraude de Muzo. Avec les mines de Muzo, Peñas Blancas et La Pita, elle fait partie du secteur occidental de la zone d'extraction d'émeraudes.

## Production
L'émeraude chatoyante, très rare, est extraite d'une veine de Coscuez. Hormis cette catégorie de pierres, les émeraudes extraites de la mine de Coscuez ont des caractéristiques similaires à celles de Muzo.
Petit à petit, la mine de Coscuez supplante celle de Muzo en termes de volume de production et représente environ 60 % de la production colombienne.